# 宮崎県道222号南延岡停車場線
宮崎県道222号南延岡停車場線（みやざきけんどう222ごう みなみのべおかていしゃじょうせん）は、宮崎県延岡市を通る一般県道である。

## 概要

### 路線データ
- 起点：延岡市構口町（南延岡駅）
- 終点：延岡市構口町（南延岡駅前交差点、宮崎県道16号稲葉崎平原線交点）

## 歴史
- 1959年（昭和34年）6月1日 - 宮崎県告示第226号[1]により路線認定される。当時の整理番号は37。

## 地理

### 通過する自治体
- 延岡市

### 交差する道路
| 交差する道路             | 交差する場所 | 交差する場所            |
| ------------------------ | ------------ | ----------------------- |
| 宮崎県道16号稲葉崎平原線 | 構口町       | 南延岡駅前交差点 / 終点 |

### 沿線
- JR九州日豊本線 南延岡駅